# Ryan Trotman
Ryan Trotman (Enschede, 27 giugno 1999) è un calciatore olandese naturalizzato barbadiano, attaccante dell'Europa FC.

## Caratteristiche tecniche
È un'ala sinistra.

## Carriera

### Club
Cresciuto nel settore giovanile del Twente, debutta in prima squadra il 6 maggio 2018 giocando da titolare l'incontro di Eredivisie pareggiato 1-1 contro il NAC Breda; nel 2019 viene ceduto a titolo definitivo al Den Bosch, con cui trascorre tre anni nella seconda divisione olandese. In seguito gioca anche nella prima divisione lituana ed in quella di Gibilterra.

### Nazionale
Il 26 marzo 2021 debutta con la nazionale barbadiana giocando l'incontro di qualificazione per il campionato mondiale di calcio 2022 perso 1-0 contro Panama.

## Statistiche
Statistiche aggiornate al 25 marzo 2021.

### Presenze e reti nei club
| Stagione        | Squadra         | Campionato      | Campionato | Campionato | Coppe nazionali | Coppe nazionali | Coppe nazionali | Coppe continentali | Coppe continentali | Coppe continentali | Altre coppe | Altre coppe | Altre coppe | Totale | Totale | Totale |
| Stagione        | Squadra         | Comp            | Pres       | Reti       | Comp            | Pres            | Reti            | Comp               | Pres               | Reti               | Comp        | Pres        | Reti        | Pres   | Reti   |        |
| --------------- | --------------- | --------------- | ---------- | ---------- | --------------- | --------------- | --------------- | ------------------ | ------------------ | ------------------ | ----------- | ----------- | ----------- | ------ | ------ | ------ |
| 2017-2018       | Twente          | ED              | 1          | 0          | CO              | 0               | 0               |                    | -                  | -                  |             | -           | -           | 1      | 0      |        |
| 2018-2019       | Twente          | ED              | 0          | 0          | CO              | 0               | 0               |                    | -                  | -                  |             | -           | -           | 0      | 0      |        |
| 2019-2020       | Den Bosch       | 1D              | 10         | 1          | CO              | 0               | 0               |                    | -                  | -                  |             | -           | -           | 10     | 1      |        |
| 2020-2021       | Den Bosch       | 1D              | 17         | 4          | CO              | 0               | 0               |                    | -                  | -                  |             | -           | -           | 17     | 4      |        |
| Totale carriera | Totale carriera | Totale carriera | 28         | 5          |                 | 0               | 0               |                    | -                  | -                  |             | -           | -           | 28     | 5      |        |

### Cronologia presenze e reti in nazionale
| Cronologia completa delle presenze e delle reti in nazionale ― Barbados | Cronologia completa delle presenze e delle reti in nazionale ― Barbados | Cronologia completa delle presenze e delle reti in nazionale ― Barbados | Cronologia completa delle presenze e delle reti in nazionale ― Barbados | Cronologia completa delle presenze e delle reti in nazionale ― Barbados | Cronologia completa delle presenze e delle reti in nazionale ― Barbados | Cronologia completa delle presenze e delle reti in nazionale ― Barbados | Cronologia completa delle presenze e delle reti in nazionale ― Barbados |
| Data                                                                    | Città                                                                   | In casa                                                                 | Risultato                                                               | Ospiti                                                                  | Competizione                                                            | Reti                                                                    | Note                                                                    |
| ----------------------------------------------------------------------- | ----------------------------------------------------------------------- | ----------------------------------------------------------------------- | ----------------------------------------------------------------------- | ----------------------------------------------------------------------- | ----------------------------------------------------------------------- | ----------------------------------------------------------------------- | ----------------------------------------------------------------------- |
| 26-3-2021                                                               | Willemstad                                                              | Panama                                                                  | 1 – 0                                                                   | Barbados                                                                | Qual. Mondiali 2022                                                     | -                                                                       | 68’                                                                     |
| 31-3-2021                                                               | Santo Domingo                                                           | Barbados                                                                | 1 – 0                                                                   | Anguilla                                                                | Qual. Mondiali 2022                                                     | -                                                                       |                                                                         |
| 3-7-2021                                                                | Fort Lauderdale                                                         | Bermuda                                                                 | 8 – 1                                                                   | Barbados                                                                | Qual. Gold Cup 2021                                                     | -                                                                       | 42’                                                                     |
| 24-3-2023                                                               | Bridgetown                                                              | Barbados                                                                | 0 – 1                                                                   | Cuba                                                                    | CONCACAF Nations League 2022-2023 - 1º Turno                            | -                                                                       | 68’                                                                     |
| 26-3-2023                                                               | North Sound                                                             | Antigua e Barbuda                                                       | 1 – 2                                                                   | Barbados                                                                | CONCACAF Nations League 2022-2023 - 1º Turno                            | -                                                                       | 81’                                                                     |
| 14-10-2023                                                              | Bridgetown                                                              | Barbados                                                                | 0 – 5                                                                   | Rep. Dominicana                                                         | CONCACAF Nations League 2022-2023                                       | -                                                                       | 58’                                                                     |
| 17-10-2023                                                              | Santiago de los Caballeros                                              | Rep. Dominicana                                                         | 5 – 2                                                                   | Barbados                                                                | CONCACAF Nations League 2022-2023                                       | -                                                                       | 64’                                                                     |
| Totale                                                                  |                                                                         | Presenze                                                                | 7                                                                       |                                                                         | Reti                                                                    | 0                                                                       |                                                                         |